# 622-й ночной легкобомбардировочный авиационный полк
622-й ночной легкобомбардировочный авиационный полк — бомбардировочная воинская часть ВВС РККА в Великой Отечественной войне.

## Наименование полка
В различные годы своего существования полк имел наименования:
- 622-й авиационный полк ночных бомбардировщиков[1];
- 622-й ночной легкобомбардировочный авиационный полк[1];
- 622-й штурмовой авиационный полк[1];
- 622-й штурмовой авиационный Севастопольский полк[1];
- 622-й штурмовой авиационный Севастопольский Краснознамённый полк[1].

## История и боевой путь полка
Сформирован как 622-й авиационный полк ночных бомбардировщиков на базе Энгельсской школы пилотов в конце сентября 1941 года. Приказом командующего Приволжским военным округом 10 ноября 1941 года полк закончил своё формирование. Полк стал именоваться 622-й ночной легкобомбардировочный авиационный полк. Приказом командующего Приволжским военным округом № 0491/ш от 18.12.1941 г. полк включён в состав действующей армии Южного фронта. С аэродрома Энгельсской школы 29 декабря 1941 года полк перебазировался на аэродром Новошахтинск.
С 28 декабря 1941 года по 23 марта 1942 года полк действовал в составе 66-й ночной бомбардировочной авиационной дивизии Южного фронта, где выполнял разные боевые задачи командования на самолёте Р-5 днем и ночью. Первый боевой вылет полка выполнен в ночь с 31 декабря 1941 года на 1 января 1942 года: первый экипаж — летчик капитан Лушик Н. М., штурман капитан Бурыка С. З., второй экипаж — летчик капитан Ежков В. С., штурман старший лейтенант Галигузов Я.И.
За период боевой работы в составе 66-й ночной бомбардировочной авиационной дивизии Южного фронта полк выполнил 249 ночных и 46 дневных боевых вылетов, не имел ни одной не боевой потери, сбросил 59685 кг бомб, израсходовал 13747 патронов, сбросил 3628300 листовок. Приказом войскам Южного фронта № 050 от 20 марта 1942 года полку объявлена благодарность, 29 человек представлены к наградам.
В марте 1942 года полк отправлен на переучивание на штурмовик Ил-2. В апреле полк переформирован в штурмовой авиаполк.
В составе действующей армии полк находился с 27 ноября 1941 по 23 марта 1942 года (как 622- нбап), с 11 июля по 22 августа 1942 года, с 7 ноября 1942 года по 23 мая 1944 года, с 4 июля 1944 года по 9 мая 1945 года.

## В составе соединений и объединений
| Дата            | Фронт (округ)             | Армия      | Корпус                       | Дивизия                                          | Примечания |
| --------------- | ------------------------- | ---------- | ---------------------------- | ------------------------------------------------ | ---------- |
| 10.11.1941 года | Южный фронт               | ВВС фронта | -                            | 66-я ночная бомбардировочная авиационная дивизия | -          |
| 23.03.1942 года | Приволжский военный округ | ВВС округа | запасная авиационная бригада | запасной авиационный полк                        | -          |

## Командир полка
- майор Землянский, Владимир Васильевич, с 12.194 г. по 23.03.1942 г.[3].

## Участие в операциях и битвах
- Барвенково-Лозовская операция — с 18 января по 23 марта 1942 года.